# Holly Cairns
Holly Cairns (ur. 4 listopada 1989) – irlandzka polityczka, rolniczka i działaczka samorządowa, parlamentarzystka, liderka Socjaldemokratów.

## Życiorys
Przed ukończeniem studiów pracowała w organizacji charytatywnej na Malcie. Powróciła następnie do Irlandii, dołączyła do rodzinnego przedsiębiorstwa rolnego, które wyspecjalizowało się w produkcji nasion warzyw. Uzyskała magisterium z zakresu ogrodnictwa ekologicznego.
W 2018 współtworzyła lokalne struktury Socjaldemokratów. W 2019 uzyskała mandat radnej hrabstwa Cork. W 2020 po raz pierwszy została wybrana do Dáil Éireann z okręgu Cork South West (w tym samym okręgu z ramienia Fianna Fáil startował w tych wyborach również jej ówczesny partner Christopher O’Sullivan). W marcu 2023 została nową przewodniczącą Socjaldemokratów. W 2024 utrzymała mandat deputowanej na kolejną kadencję.